# Te verd

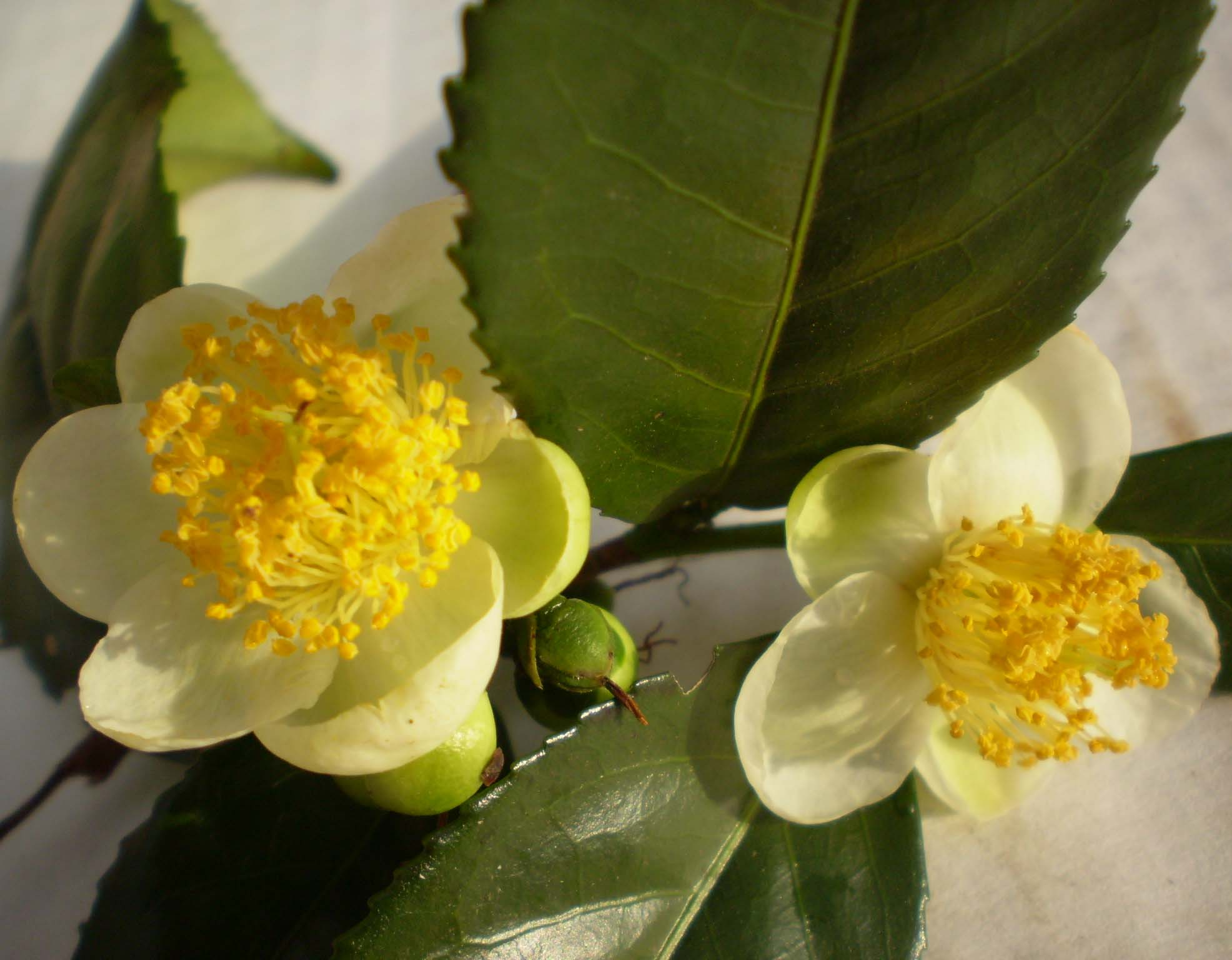
Fulles i flors de Camellia sinensis, a partir de les quals s'elabora el te verd

El te verd és un tipus de te que s’elabora a partir de fulles i cabdells de la planta Camellia sinensis que no han sofert el procés de marciment i oxidació que s’utilitza per fer els tes negres oolongs. El te verd es va originar a la Xina, però la seva producció i fabricació s’ha estès a altres països de l’Àsia oriental.
Hi ha diverses varietats de te verd, que difereixen substancialment segons la varietat de C. sinensis utilitzada, condicions de cultiu, mètodes hortícoles, el processament de la producció i el moment de la collita. Tot i que hi ha hagut una investigació considerable sobre els possibles efectes sobre la salut del consum de te verd amb regularitat, hi ha poques proves que el seu consum tingui efectes sobre la salut.

## Història

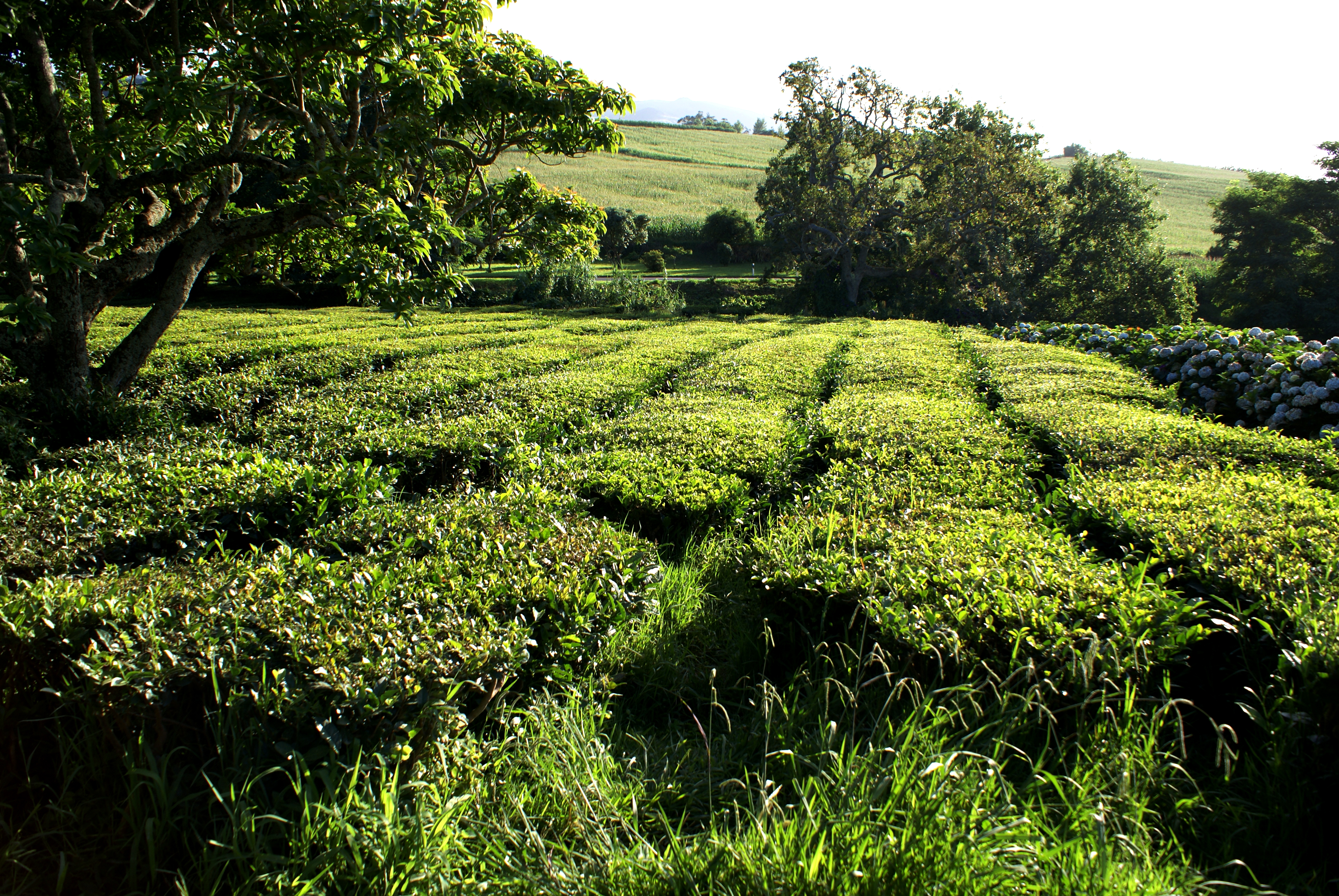
Els camps de te als contraforts de Gorreana, Illes Açores, Portugal: l'única regió europea,a prt de Geòrgia que dona suport a la producció de te verd.

El consum de te té els seus orígens llegendaris a la Xina durant el regnat de l'emperador Shennong. Recentment s'han descobert les primeres evidències sobre el te al mausoleu de l'emperador Jing de Han (mort el 141 aC) a Xi'an, fet que indica que els emperadors de la dinastia Han van beure te del gènere Camellia ja el 2n segle aC.
Un llibre escrit per Lu Yu el 618–907 dC (dinastia Tang), El clàssic del te (simplified Chinese 《茶經》, es considera important en la història d'aquest producte. El Kissa Yojoki (喫茶 養生 記 llibre del te), escrit pel sacerdot zen Eisai al 1211, descriu que la beguda del te verd pot afectar cinc òrgans vitals, les formes de les plantes de te, les flors i les fulles, així com el creixement i processament de les fulles de te.

## Escaldar, elaborar i servir
La maceració, és el procés d’elaboració del te a partir de fulles i aigua calenta, generalment utilitzant 2 grams de te per cada 100 mil·lilitres d'aigua (H ₂ O) o aproximadament 1 culleradeta de te verd per 150 ml de tassa. L'interval de temperatures varien de 61 a 87 graus C. i temps de remull de 30 segons a tres minuts.
En general, els tes verds de menor qualitat són més intensos i més llargs, mentre que els de més alta qualitat són més freds i curts, generalment entre 2 i 3 cops. Els tes de més qualitat, com el gyokuro, utilitzen més fulles de te i es remullen diverses vegades durant breus períodes. Una maceració o escalfament massa llargs provoquen un alliberament de quantitats excessives de tanins, que provocaria que la infusió fos més astringent, independentment de la qualitat inicial. El gust del líquid de te també es troba afectat per la tècnica de coure emprada. Dues tècniques importants són escalfar prèviament l'envàs que impregna per evitar que el te es refredi immediatament, i deixar les fulles de te al recipient de macerar per anar afegint gradualment més aigua calenta durant el consum.

## Extractes
Els polifenols que es troben al te verd inclouen el epigallocatechin gallate (EGCG), epicatechin gallate, catequines i flavanols, que s'han investigat al laboratori pels seus efectes potencials in vivo. Altres components inclouen tres tipus de flavonoides, coneguts com a kaempferol, quercetina i miricetina. Tot i que el contingut mitjà de flavonoides i flavanols en una tassa de te verd és superior al del mateix volum d'altres aliments i begudes que tradicionalment es considera que afavoreixen la salut, els flavonoides i les catequines no tenen efectes biològics demostrats en els humans.
Les fulles de te verd es processen inicialment per remull en una solució d’alcohol, que es pot concentrar a diversos nivells. Els subproductes resultants d'aquest procés també s’empaqueten i s’utilitzen. Els extractes es venen al mostrador en forma líquida, en pols, en càpsules i en pastilles, i poden contenir fins a un 17,4% del seu pes total en cafeïna, encara que també hi ha disponibles versions descafeïnades.

## Efectes sobre la salut
| Component                                          | Valor                          |
| -------------------------------------------------- | ------------------------------ |
| Energia alimentària                                | 4 kJ (0,96 kcal)               |
| Carbohidrats                                       | 0 g                            |
| Greixos                                            | 0 g                            |
| Proteïnes                                          | 0,2 g                          |
| Vitamines                                          | Quantitat                      |
| Tiamina (B1)                                       | 0,007 mg                       |
| Riboflavina(B2)                                    | 0,06 mg                        |
| Niacina(B3)                                        | 0,03 mg                        |
| Vitamina B6                                        | 0,005 mg                       |
| Vitamina C                                         | 0,3 mg                         |
| Minerals                                           | Quantitat                      |
| Calci                                              | 0 mg                           |
| Ferro                                              | 0,02 mg                        |
| Magnesi                                            | 1 mg                           |
| Manganès                                           | 0,18 mg                        |
| Potassi                                            | 8 mg                           |
| Sodi                                               | 1 mg                           |
| Altres components                                  | Quantitat                      |
| Aigua                                              | 99,9 g                         |
| Cafeina                                            | 12 mg                          |
| Nota USDA NR Arxivat 2016-06-25 a Wayback Machine. | Enllaç al USDA Nutrient Report |

El te verd normal té un 99,9% d’aigua, proporciona 1 kcal per cada 100 ml de porció. No té un contingut nutritiu significatiu (taula) i incorpora fitoquímics com polifenols i cafeïna.
S'han formulat diverses afirmacions sobre els beneficis del te verd per a la salut, però la recerca clínica en humans no ha trobat prou evidències dels seus beneficis. El 2011, un grup de científics va publicar un informe sobre les afirmacions d’efectes sobre la salut a petició de la Comissió Europea. En general, van trobar que les reivindicacions sobre te verd no estaven recolzades en proves científiques suficients. Tot i que el te verd pot augmentar l'estat d'alerta a causa del seu contingut en cafeïna, només hi ha proves febles i poc concloents que el consum regular de te verd disminueix el risc de càncer o malalties cardiovasculars, i no hi ha proves que beneficiï la pèrdua de pes.
Una revisió de 2020 realitzada per la Col·laboració Cochrane va enumerar alguns efectes adversos potencials, inclosos trastorns gastrointestinals, nivells més elevats d'enzims hepàtics i, més rarament, insomni, pressió arterial elevada i reaccions cutànies.

### Càncer
Les investigació han demostrat que no hi ha bones proves que el te verd ajudi a prevenir o tractar el càncer en les persones.
El vincle entre el consum de te verd i el risc de certs càncers com el càncer d'estómac i el càncer de pell no melanoma no és clar a causa d'evidències inconsistents o inadequades.
El te verd interfereix amb el fàrmac de quimioteràpia bortezomib (Velcade) i altres inhibidors del proteasoma basats en àcid borònic i ha de ser evitat per les persones que prenen aquests medicaments.

### Malaltia cardiovascular
Els estudis observacionals van trobar una correlació menor entre el consum diari de te verd i un 5% menys de risc de mort per malalties cardiovasculars. En una metaanàlisi Cocharane del 2015 d’aquests estudis observacionals, mostren que una ingesta d’una tassa de te verd al dia es correlacionava amb un risc lleugerament inferior de mort per causes cardiovasculars. El consum de te verd es pot vincular amb un risc reduït d'ictus. Les metanànalisis de proves controlades aleatòries van trobar que el consum de te verd durant 3-6 mesos pot produir petites reduccions (aproximadament 2-3 mm Hg cadascuna) en la pressió sanguínia. Una revisió sistemàtica i una metanàlisi per separat de proves controlades aleatòries van trobar que el consum de 5-6 tasses de te verd al dia es s'associava amb una petita reducció de la pressió arterial sistòlica (2 mm Hg), però no va conduir a una diferència significativa en la diastòlica.

### Control glicèmic
El consum de te verd redueix el sucre en sang en dejú però en estudis clínics l'efecte de la beguda sobre l’ hemoglobina glicosilada i els nivells d'insulina en dejú no van ser consistents.

### Hiperlipidèmia
Beure te verd o prendre suplements de te verd disminueix la concentració sanguínia de colesterol total (aproximadament entre 3 i 7) mg / dL), colesterol de Lipoproteines de baixa densitat LDL (aproximadament 2 mg / dL), i no afecta la concentració de Lipoproteines d'alta densitat HDL ni de triglicèrids. Una metaanàlisi Cochrane del 2013 d’assaigs controlats aleatoris a llarg termini (> 3 mesos de durada) va concloure que el consum de te verd redueix les concentracions de colesterol total i LDL a la sang.

### Inflamació
Una revisió sistemàtica i metanàlisi del 2015 d’11 assaigs controlats aleatoris van trobar que el consum de te verd no s’associava significativament amb nivells de plasma sanguini més baixos de proteïna C reactiva (un marcador d'inflamació).

### Pèrdua de pes
No hi ha bones proves que el te verd ajudi a la pèrdua de pes o al seu manteniment.

### Potencial de toxicitat hepàtica
El consum excessiu d’extracte de te verd s’ha associat amb l’ hepatotoxicitat i la insuficiència hepàtica. El 2018, un grup científic de l'Autoritat Europea de Seguretat Alimentària va revisar la seguretat del consum de te verd en un interval baix-moderat d’ingesta diària d'Epigallocatechin gallate (EGCG) de 90 a 300 mg al dia, i amb una exposició a un consum elevat de te verd que s’estima que subministra fins a 866 mg EGCG per dia. Els suplements dietètics que contenen EGCG poden subministrar-ne fins a 1.000 mg EGCG i altres catequines al dia. El grup va concloure que EGCG i altres catequines del te verd en quantitats diàries baixes o moderades generalment es consideren segures, però en alguns casos de consum excessiu de te verd o ús de suplements amb alta EGCG pot produir toxicitat hepàtica.

## Producció

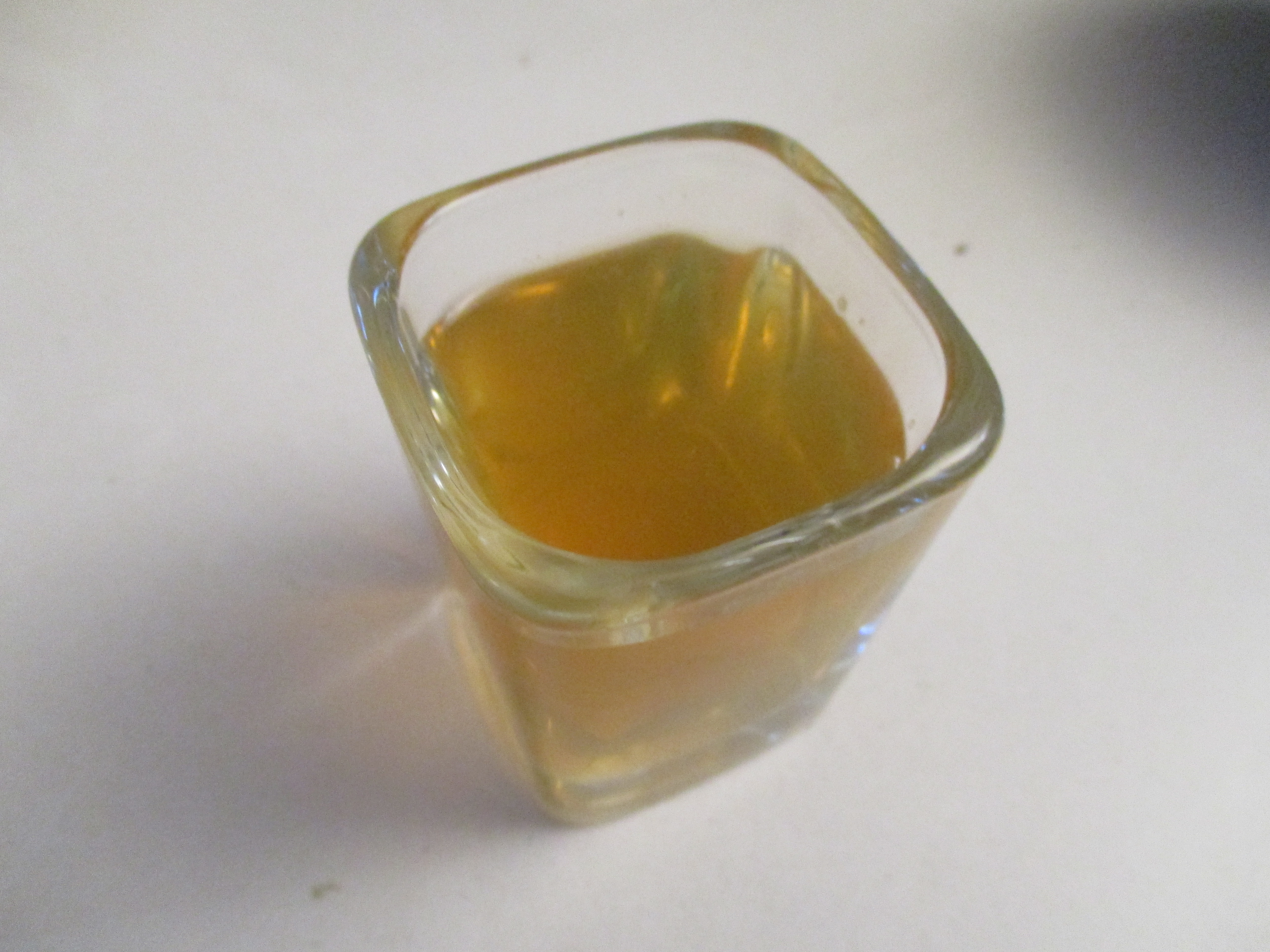
El color del te verd s’elabora durant 3 minuts a 90 C

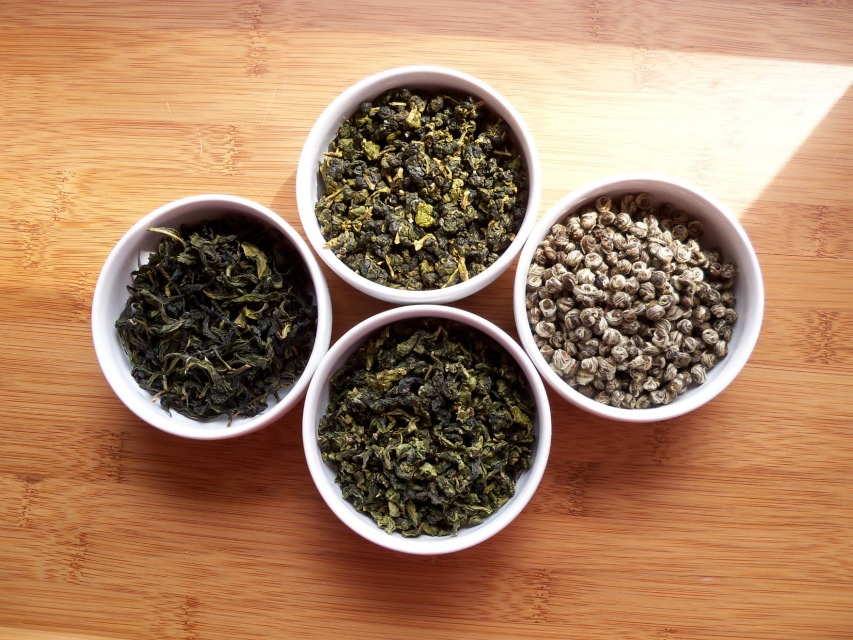
Quatre varietats de te verd abans de l'elaboració

El 2013, la producció mundial de te verd va ser d'aproximadament 1,7 milions de tones, amb una previsió de duplicar el seu volum el 2023. A partir de 2015, la Xina proporcionava el 80% del mercat mundial de te verd, cosa que va fer que les seves exportacions de te verd augmentessin un 9% anual, mentre que el 2015 exportava 325.000 tones. El 2015, els Estats Units van ser el major importador de te verd xinès (6.800 tones), un 10% més que el 2014, i la Gran Bretanya va importar 1.900 tones, un 15% més que el 2014.

### Cultiu, collita i processament

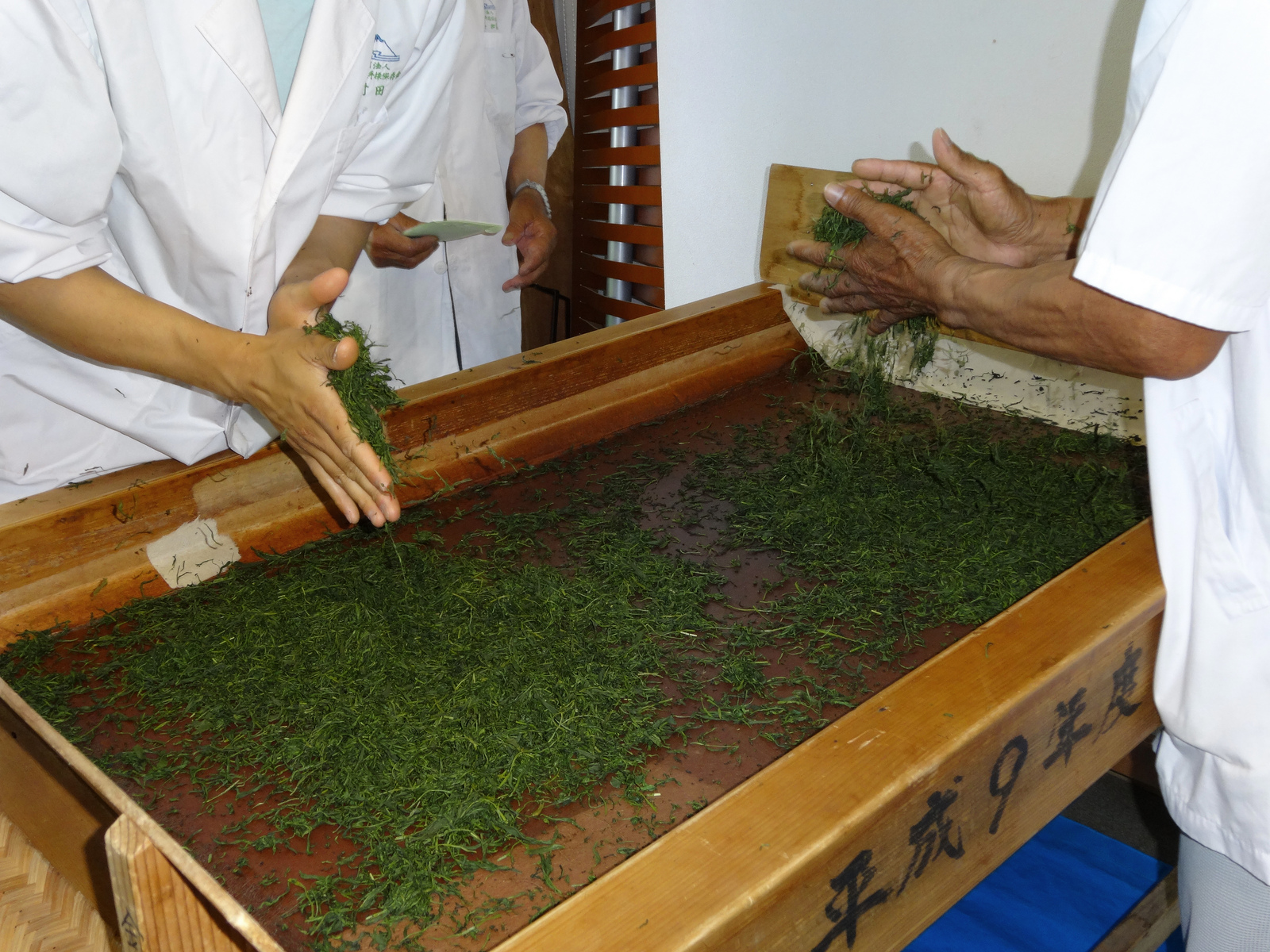
Enrotllar a mà el te verd després de la cocció al vapor

El te verd es processa i es cultiva de diverses maneres, segons el tipus de te verd desitjat. Com a resultat d’aquests mètodes, es conserven quantitats màximes de polifenols i compostos orgànics volàtils, que afecten l'aroma i el gust. Les condicions de cultiu es poden dividir en dos tipus bàsics: els que es conreen al sol i els que es conreen a l’ombra. Les plantes de te verd es conreen en fileres que es poden per produir brots de manera regular i, en general, es cullen tres vegades a l'any. La primera descàrrega té lloc a finals d'abril a principis de maig. La segona collita es fa generalment de juny a juliol i la tercera collita es realitza a finals de juliol fins a principis d’agost. De vegades, també hi haurà una quarta collita. És el primer calor de la primavera que aporta fulles de millor qualitat, amb preus més alts.
El te verd es processa mitjançant mètodes artesanals o moderns. L'assecament al sol, la cocció a cistella o al carbó o la cocció a la paella són mètodes artesanals habituals. L'assecament al forn, la caiguda o la cocció al vapor són mètodes moderns habituals. Els tes verds processats, coneguts com aracha, s'emmagatzemen sota refrigeració de baixa humitat en bosses de paper de 30 o 60 kg a '-5 graus C. Aquesta aratxa encara no s’ha perfeccionat en aquesta etapa, amb una cocció final abans del blend de te, la selecció i l'envasat. Les fulles en aquest estat es tornaran a calentar de nou durant tot l'any segons siguin necessàries, donant als tes verds una vida útil més llarga i un millor sabor. El primer te ras del maig es guardarà fàcilment d’aquesta manera fins a la collita de l’any vinent. Després d’aquest procés de ressecat, cada te cru serà tamisat i classificat segons la mida. Finalment, cada lot es barrejarà segons l’ordre de barreja dels tastadors i s’embalarà per vendre.

### Importació de te japonès radioactiu
El 17 de juny de 2011, a l’aeroport Charles de Gaulle de París, França, es va mesurar cesi radioactiu de 1.038 becquerels per quilogram en fulles de te importades de la prefectura de Shizuoka, Japó, a conseqüència del Accident nuclear de Fukushima de l'11 de març, que va ser més de el doble de la quantitat restringida a la Unió Europea de 500 becquerels per quilogram. El govern de França va anunciar que rebutjava les fulles, que sumaven 162 quilograms (357 lb).
Com a resposta, el governador de la prefectura de Shizuoka, Heita Kawakatsu, va afirmar: "no hi ha absolutament cap problema quan [la gent] els beu perquè es diluirà fins a uns 10 becquerels per quilogram quan els abrigui encara que les fulles tinguin 1.000 becquerels per quilogram; " una declaració recolzada per les proves fetes a Shizuoka. El ministre japonès de Consum i Seguretat Alimentària, Renhō va declarar el 3 de juny de 2011 que "hi ha casos en què l'aracha [fulles senceres de te verd japonès] es ven com furikake [condiments empolvorats amb arròs] i així successivament i es mengen tal com són, per tant, creiem que és important inspeccionar les fulles de te, inclosa l'aracha, des del punt de vista de la seguretat dels consumidors ".
El 2018, l'Administració d'Aliments i Fàrmacs dels Estats Units va actualitzar el seu estat d’importació de productes japonesos considerats contaminats per radionúclids, indicant que el te de la prefectura d’Ibaraki havia estat retirada de la llista pel Govern del Japó el 2015.

## Te verd a l'Àsia Oriental

### Xina

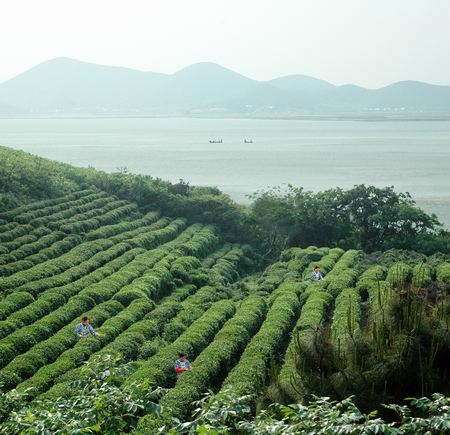
Camps de Bi Luo Chun a la província de Jiangsu de la Xina famosos pels seus cultius de te verd

El te verd de fulles soltes ha estat la forma de te més popular a la Xina, almenys des de la dinastia Song del Sud. Tot i que el te verd xinès es coïa originalment al vapor, com encara s fa al Japó, després de principis de la dinastia Ming, es va processar per ser cuinat en un wok sec. Altres processos emprats a la Xina actualment inclouen la cocció al forn, la cocció a la cistella, l'assecament en pendent i l'assecament al sol. El te verd és la forma de te més produïda a la Xina, amb 1,42 milions de tones cultivades el 2014.
Els tes verds populars que es produeixen avui a la Xina inclouen:
- Biluochun - Produït a Jiangsu, aquest te rep el nom de la forma de les fulles, que s’enrotllen com els cargols.[55]
- Chun Mee - Conegut en anglès pel seu nom cantonès i popular fora de la Xina. Té un sabor a pruna.[56]
- Gunpowder - Un te que s’asseca per tal que cada fulla s’enrotlli en un petit grànul que s’assembla a la pólvora.[57]
- Huangshan Maofeng - Un tipus de te maofeng cultivat al microclima de la serralada Huangshan a la província de Anhui província d’Anhui. Els tes Maofeng es cullen arrencant intactes dues fulles iguals i un brot juntes.[58]
- Longjing - També conegut com a te "Dragon Well", la traducció del seu nom a l'anglès. Cultivat a prop de Hangzhou, a la província Zheijang, Longjing és el te verd xinès més cuit al forn. El seu sabor deriva en part del terrer de la regió on es produeix.[55]
- Llavor de meló Lu'an - Conreat a la província d'Anhui. A diferència dels típics tes xinesos, dues fulles s’arrencen per separat de cada branca, sense cap brot ni tiges. Collit més tard a la temporada, té un sabor més herbós que els típics tes verds xinesos.[59]
- Taiping Houkui - Conreat a la província d'Anhui. Utilitza un cultivar amb una fulla inusualment gran. El procés de producció aplana les fulles de te, creant les formes anomenades "dos ganivets i un pal" a partir de les fulles i la tija.[60]
- Xinyang Maojian - Un tipus de te maojian cultivat a Xinyang, província de Henan.[61] Els tes maojians es cullen arrencant un brot i una fulla junts.[58]

### Japó

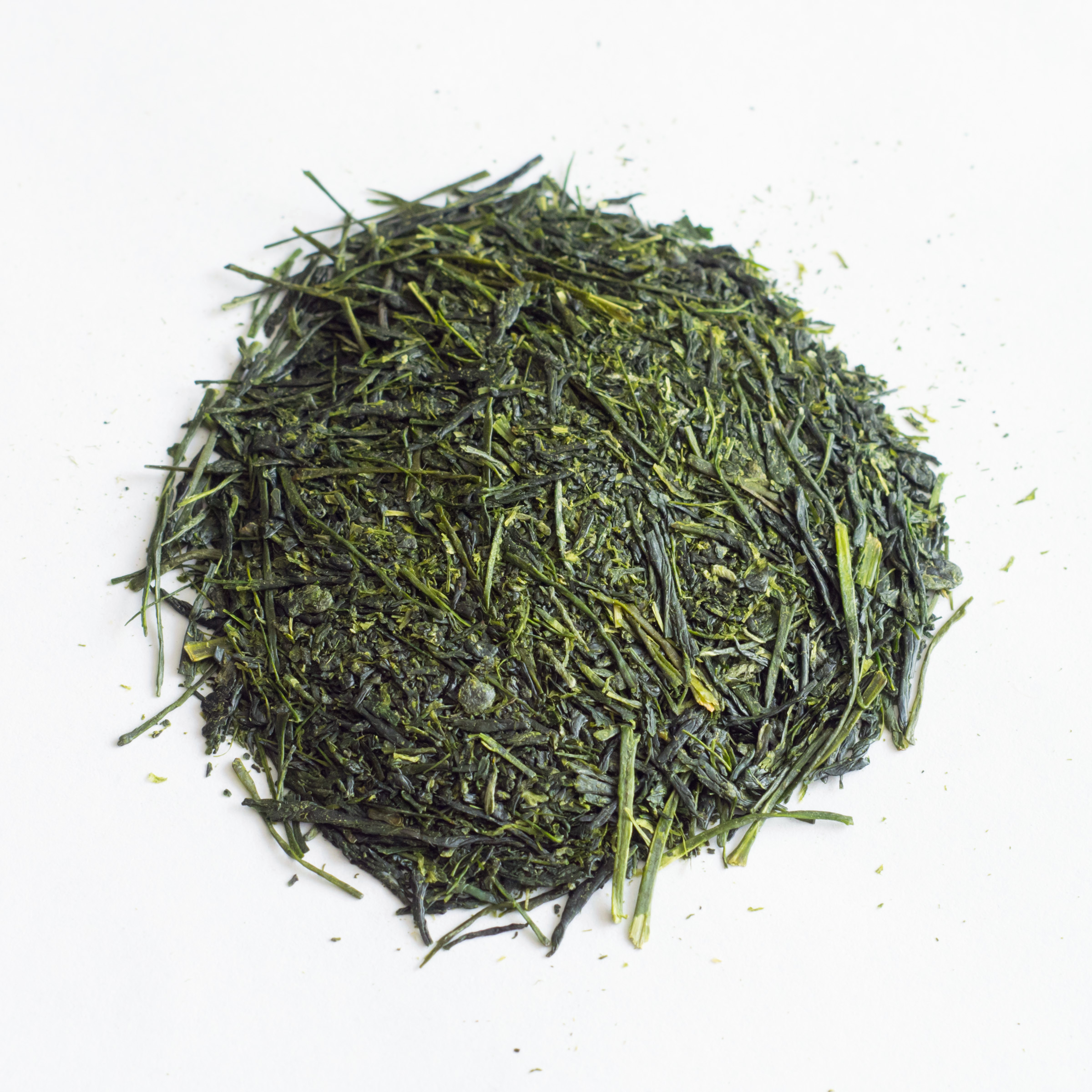
Te verd sentxa, la forma de te més popular al Japó.

Les llavors de te van ser portades al Japó per primera vegada a principis del segle ix pels monjos budistes Saicho i Kūkai. Durant el període Heian (794-1185), l'emperador Saga va introduir la pràctica de beure te a la família imperial. El sacerdot zen budista Eisai (1141–1215), fundador de l'escola de budisme Rinzai, va portar llavors de te de la Xina per plantar-les a diversos llocs del Japó. Eisai defensava que totes les persones, no només els monjos budistes i l'elit, prenguessin te pels seus beneficis per a la salut.
La regió més antiga de producció de te al Japó és Uji, situada a prop de l'antiga capital de Kyoto. Es creu que les llavors enviades per Eisai es van plantar a Uji, convertint-se en la seva base de la indústria del te. Avui, els tes premium més cars del Japó encara es conreen a Uji. La zona més gran de producció de te actualment és la prefectura de Shizuoka, que representa el 40% de la producció total de sentxa japonès. Altres regions principals regions productores de te inclouen l'illa de Kyushu i les prefectures de Shiga, Gifu i Saitama al centre de Honshu.
Tot el te comercial produït avui al Japó és te verd, tot i que durant un breu període el te negre també es va produir a finals del segle xix i principis del XX. La producció de te japonès està molt mecanitzada i es caracteritza per l’ús de processos i tecnologies modernes per millorar els rendiments i reduir la mà d’obra. A causa de l'elevat cost de la mà d’obra al Japó, només els tes de més alta qualitat s’arrenquen i es processen a mà de la manera tradicional.
Els tes verds japonesos tenen una forma fina i semblant a una agulla i un color verd fosc. A diferència dels tes xinesos, la majoria dels tes japonesos es produeixen al vapor en lloc de cuita en terrissa. Això produeix el seu color característic i crea un sabor més dolç i herbós. Un procés mecànic de laminació / assecat asseca les fulles de te en la seva forma final. El licor del te japonès al vapor tendeix a estar tèrbol a causa de la major quantitat de sòlids dissolts.
La majoria dels tes japonesos es barregen a partir de fulles cultivades a diferents regions, amb menys èmfasi al terrer que al mercat xinès. A causa de la quantitat limitada de te que es pot produir al Japó, la major part de la producció es dedica al mercat del te de primera qualitat. El te embotellat i els productes alimentaris amb gust de te solen utilitzar te japonès de qualitat inferior produït a la Xina.
Tot i que hi ha una varietat de cultius comercials de te al Japó, la gran majoria del te japonès es produeix amb la tècnica Yabukita desenvolupat a la dècada de 1950.
Els tes verds japonesos populars són:
- Bantxa - Un te de grau inferior arrencat dels mateixos arbustos que s’utilitzaven per produir sentxa. Té un gust una mica més atrevit i s’arrenca cada temporada després d’acabar la producció sentxa.[71]
- Guenmaitxa - Elaborat combinant fulles de te sentxa amb torrades d’arròs torrades.
- Gyokuro - Cultivat a l’ombra durant tres setmanes abans de l'arrencada, el gyokuro és una de les varietats de te més exclusives produïdes al Japó.[72] La tècnica d'ombrejat confereix un sabor més dolç i produeix un color particularment ric gràcies a les quantitats més altes de clorofil·la a la fulla ombrejada. El te Gyokuro s’associa a la regió d’Uji, la primera regió de cultiu de te al Japó. Sovint es fa amb cultivars de fulles més petites de la planta del te.[73]
- Hōjitxa - Aquest tipus de te s’elabora torrant fulles de sentxa o bantxa amb branquetes de kukicha.[74]
- Kabusecha - De manera similar al gyokuro, el kabusecha només es manté ombrejat una setmana abans d’arrencar. El seu sabor està una mica entre el de gyokuro i el normal sentxa.[72][73]
- Kukitxa - Un te barrejat de fulles i tiges de sentxa.[75]
- Matxa - Igual que el gyokuro, el matcha queda ombrejat abans d’arrencar. La fulla arrencada i processada s’anomena tencha. A continuació, aquest producte es mol en pols fina, que és matcha. Com que el te en pols és molt perible, el matcha se sol vendre en petites quantitats. Normalment és bastant car.[74] El matcha és el tipus de te utilitzat a la cerimònia del te japonès. Es prepara batent el te amb aigua calenta en un bol, fins que la superfície quedi espumosa. Si l’aigua és massa calenta, el te pot tornar-se massa amarg.[76]
- Sentxa - Aquest tipus de te es produeix durant tota la temporada del te i és l'estil estàndard actual, que representa el 80% de tot el te produït al Japó.[77] 90% de sentxa es cultiva a partir del cultivar Yabukita.[70]
- Shinxa - La primera collita primerenca de te, arrencada abans del primer ras, s’anomena shincha. El shincha està format per les fulles de nou creixement més joves, i s’arrenca de principis d’abril a principis de maig. Shincha normalment es refereix a la collita primerenca de sentxa, però pot referir-se a qualsevol tipus de te arrencat a principis de temporada, abans de la collita principal. A causa de les quantitats limitades en què es produeix, el shincha és molt apreciat i és car d’obtenir.[78]

### Corea

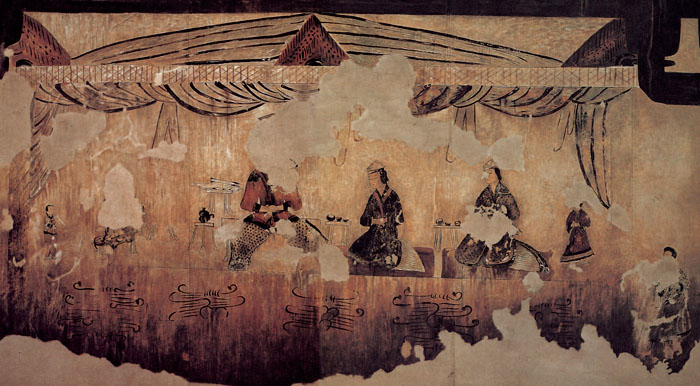
Gakjeochong, una tomba de Goguryeo, mostra un cavaller prenent te amb dues dames (s. 5-6).

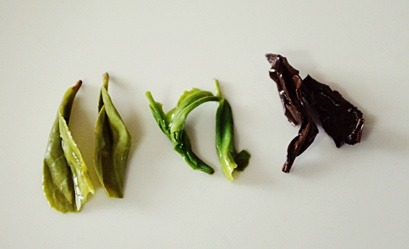
Fulles de te: sejak (te verd), ujeon (te verd) i hwangcha (te groc) de la prefectura de Hadong.

Segons el Garakguk-gi (llibre perdut de la història de Corea) citat a Samguk Yusa (Memorabilia dels Tres Regnes), la llegendària reina Heo Hwang-ok, una princesa d'Ayodhya casada amb el rei Suro de Gaya, va portar la planta de te de l'Índia i la va plantar a Baegwolsan, una muntanya de l'actual Changwon. No obstant això, és una opinió generalitzada que la plantació sistemàtica d’arbustos de te va començar amb la introducció de la cultura xinesa del te pels monjos budistes al voltant del segle IV. Entre alguns dels primers temples budistes de Corea, Bulgapsa (fundat el 384, a Yeonggwang), Bulhoesa (fundat el 384, a Naju) i Hwaeomsa (fundat a Gurye, el 544) afirmen ser el bressol de la cultura del te coreà. El te verd s’oferia comunament a Buda, així com als esperits dels avantpassats difunts. La cultura del te va continuar prosperant durant la dinastia Goryeo, amb l'oferta de te que formava part de les cerimònies nacionals més grans i es van formar ciutats del te al voltant dels temples. Les formes i cerimònies de Budisme Zen van prevaler. No obstant això, durant la dinastia Joseon, la cultura coreana del te va patir la secularització, juntament amb la mateixa cultura coreana. El ritu ancestral coreà jesa, també anomenat charye (차례; 茶禮, "ritu del te"), té el seu origen en darye (다례 ; 茶禮, "cerimònia del te coreana"), amb la pràctica d'oferir te com a ritus ancestrals simples per part de la casa reial de Jeonju Yi i l'aristocràcia de Joseon.
La cultura del te de Corea va ser suprimida activament pels japonesos durant el període d'ocupació japonesa de Corea (1910-1945) i la posterior guerra de Corea (1950-1953) va dificultar encara més la supervivència de la tradició del te al país. La restauració de la forma de te coreana va començar als anys setanta, al voltant de Dasolsa. La producció comercial de te verd a Corea del Sud només va començar als anys setanta. El 2012 la indústria produïa un 20% de te com Taiwan i un 3,5% tant com Japó. El te verd no és tan popular com el cafè o altres tipus de tes coreans a la moderna Corea del Sud. El consum anual per capita de te verd a Corea del Sud el 2016 va ser de 0,16 kg, en comparació amb el 3,9 kg del cafè. Recentment, però, a mesura que el mercat del cafè va assolir el punt de saturació, la producció de te de Corea del Sud es va duplicar durant el 2010‒2014, igual que les importacions de te durant el 2009-2015. Malgrat un tipus aranzelari molt elevat (513,6% per al te verd, en comparació amb Un 40% per al te negre, i un 8% per al cafè processat / torrat i un 2% per als grans de cafè cru) les importacions van seguir pujant.
El te verd coreà es pot classificar en diversos tipus segons diversos factors. El més comú és l’època de l’any en què les fulles s’arrencen (i, per tant, també per mida de les fulles).
- Ujeon - Ujeon (우전 ; 雨前), o cheonmul-cha (첫물차), està format per fulles triades a mà arrencades abans de gogu (20-21 d'abril).[88][89][90] La temperatura de remull ideal per al te ujeon és de 50 graus C.[91]
- Sejak - Sejak (세작 ; 細雀;), o dumul-cha (두물차), està fet de fulles escollides a mà arrencades després de gogu (20-21 d'abril) però abans d' ipha (5-6 maig).[88][89][90] El te també es diu jakseol (작설; 雀舌) ja que les fulles de te s'arrencen quan són de la mida de la llengua d'un pardal.[89] La temperatura de remull ideal per al te sejak és de 60-70 graus C.[91]
- Jungjak - Jungjak (중작 ; 中雀), o semul-cha (세물차), està format per fulles arrencades després de l' ipha (5-6 de maig) fins a mitjans de maig.[88][89] La temperatura de remull ideal per al te jungjak és de 70-80 graus C.[91]
- Daejak - Daejak (대작 ; 大雀), o kkeunmul-cha (끝물차), està fet de fulles de te arrencades a finals de maig i després.[89] Normalment es fa en bossetes de te o s’utilitza a la cuina.[89] La temperatura de remull ideal per al te daejak és d 80-90 graus C[91]

El mode de preparació també difereix:
- Ipcha - (yeopcha) Els sinònims ipcha (잎차; 葉茶) i yeopcha (엽차 ;) fan referència al te de fulles soltes, sovint en contrast amb el te de les bosses de te. Com que les paraules signifiquen "te de fulla", també es poden utilitzar en contrast amb el te en pols.[92]
- Garucha - (malcha) Els sinònims garucha (가루차) i malcha (말차 ;末茶) fa referència al te en pols.[93][94]

Els tes de fulles es processen ja rostits o al vapor.
- Deokkeum-cha (bucho-cha) - El torrat és la forma més comuna i tradicional de processar el te a Corea. També es tradueix en "te fregit a la paella", el deokkeum-cha (덖음차;) o bucho-cha (부초;차; 麩炒茶) les varietats són més riques en sabor.[95][96][97]
- Jeungje-cha - La cocció al vapor és menys popular en el processament del te verd coreà, però el mètode encara s’utilitza a la cuina del temple. Te preparat amb fulles de te al vapor, anomenat jeungje-cha (증제차; 蒸製茶), tenen un color més viu.[98]

Les regions més càlides del sud, com Boseong, a la província de Jeolla-do, Hadong, a la província de Gyeongsang-do, i l’illa de Jeju, són famoses per produir fulles de te d’alta qualitat.
- Banya-cha Banya-cha (반야차; 般若茶) - És un dels tes verds coreans més reconeguts.[100] La paraula banya és una transliteració coreana del concepte budista prajñā .
- Jungno-cha Jungno-cha (죽로차;竹露茶) - És un dels tes verds coreans més reconeguts.[101] La varietat de te torrat està feta de fulles de te cultivades entre el bambú de Gimhae, Hadong i Jinju a la província de Gyeongsang-do.[102]

El te verd es pot barrejar amb altres ingredients.
- Hyeonmi-nokcha - El nokcha (te verd) barrejat amb hyeonmi-cha (te d’arròs integral) s’anomena hyeonmi-nokcha (en hangul, 현미녹차; en hanja, 玄米綠茶; literalment, «te verd d'arròs integral»).
- Remon-nokcha - El nokcha (te verd) barrejat amb llimona s’anomena remon-nokcha (en hangul, 레몬 녹차; literalment, «te verd de llimona»).